# فانتشينكولام
فانتشينكولام (بالإنجليزية: Vanchiyankulam)‏ هي منطقة سكنية تقع في سريلانكا في المقاطعة الشمالية.